# Sastrapada
Sastrapada is een geslacht van wantsen uit de familie van de Reduviidae (Roofwantsen). Het geslacht werd voor het eerst wetenschappelijk beschreven door Charles Jean-Baptiste Amyot & Jean Guillaume Audinet-Serville in 1843.

## Soorten
Het genus bevat de volgende soorten:
- Sastrapada aculeata Miller, 1940
- Sastrapada arabica Linnavuori, 1974
- Sastrapada armata Montrouzier, 1864
- Sastrapada australica Stål, 1874
- Sastrapada baerensprungi (Stål, 1859)
- Sastrapada behanzini Villiers, 1948
- Sastrapada beieri Villiers, 1962
- Sastrapada biseriata Schouteden, 1951
- Sastrapada bocki Schouteden, 1931
- Sastrapada brevicornis Breddin, 1900
- Sastrapada brevipennis China, 1940
- Sastrapada bukamensis Schouteden, 1951
- Sastrapada calva Miller, 1950
- Sastrapada clepta Miller, 1948
- Sastrapada comoriana Villiers, 1962
- Sastrapada concolor (Stål, 1859)
- Sastrapada degreefi Schouteden, 1931
- Sastrapada elongata Livingstone & Ravichandran, 1989
- Sastrapada entomophaga Miller, 1948
- Sastrapada flava Amyot & Serville, 1843
- Sastrapada fusca Villiers, 1962
- Sastrapada gigantea Villiers, 1944
- Sastrapada glabra Miller, 1950
- Sastrapada hageni Kirkaldy, 1901
- Sastrapada hopkinsi China, 1930
- Sastrapada hsiaoi Maldonado, 1977
- Sastrapada incerta Signoret, 1860
- Sastrapada insectipes Bergroth, 1913
- Sastrapada jitrana Miller, 1940
- Sastrapada kudatensis Miller, 1940
- Sastrapada lativentralis Okuda, 2022
- Sastrapada leroyi Villiers, 1964
- Sastrapada livida Villiers, 1948
- Sastrapada lurida (Stål, 1870)
- Sastrapada madecassa Villiers, 1948
- Sastrapada malayana Miller, 1940
- Sastrapada manicae Miller, 1950
- Sastrapada marmorata Villiers, 1960
- Sastrapada maroantsetrensis Villiers, 1962
- Sastrapada martimora P. Putshkov in V. Putshkov et al., 1987
- Sastrapada meridionalis Villiers, 1962
- Sastrapada microptera Miller, 1940
- Sastrapada micropteriga V. Putshkov, 1987
- Sastrapada montivaga Miller, 1940
- Sastrapada mujama Miller, 1940
- Sastrapada nigrolineata Distant, 1920
- Sastrapada nimbensis Villiers, 1948
- Sastrapada noctivaga Bergroth, 1905
- Sastrapada noualhieri Villiers, 1962
- Sastrapada novaguineensis Tryon, 1892
- Sastrapada occidentalis Villiers, 1948
- Sastrapada olthofi Miller, 1954
- Sastrapada oxyptera Bergroth, 1921
- Sastrapada pauliani Villiers, 1962
- Sastrapada petchkovskyi Villiers, 1960
- Sastrapada punctipennis Villiers, 1962
- Sastrapada reitterae Schouteden, 1951
- Sastrapada rhodesiensis Miller, 1950
- Sastrapada robinsoni Villiers, 1962
- Sastrapada robusta Villiers, 1948
- Sastrapada robustoides P. Putshkov in V. Putshkov et al., 1987
- Sastrapada rwankwiensis Schouteden, 1951
- Sastrapada saeva Miller, 1940
- Sastrapada sinensis Maldonado, 1977
- Sastrapada singaporiensis Miller, 1940
- Sastrapada sobrina Miller, 1940
- Sastrapada sogai Villiers, 1962
- Sastrapada strabo Miller, 1950
- Sastrapada stricta Villiers, 1962
- Sastrapada subaptera (Garbiglietti, 1869)
- Sastrapada tauffliebi Villiers, 1966
- Sastrapada tuberculata Villiers, 1948
- Sastrapada vicina Bergroth & Schouteden, 1905
- Sastrapada villiersi Maldonado, 1948
- Sastrapada waterloti Villiers, 1948
- Sastrapada zambesiana Villiers, 1944